# Посудина Маріотта

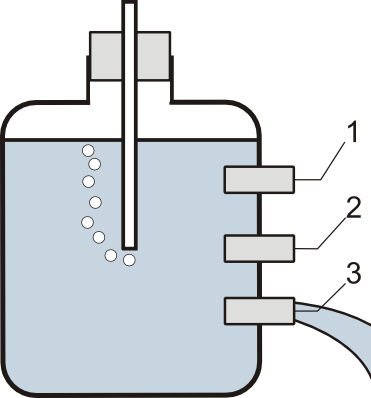
Посудина Маріотта. 1, 2, 3 — клапани.

Посудина Маріотта (сифон Маріотта) — пристрій, що дозволяє домогтися рівномірного витікання струменя рідини завдяки сталому тиску. Винайшов французький фізик XVII століття Едм Маріотт (1620—1684).

## Принцип роботи
Сифон Маріотта — герметично закрита посудина, в кришку якої вставлено відкриту з обох кінців трубку, одним кінцем занурену в рідину, а іншим — сполучену з атмосферою.
Спочатку, коли всі клапани й отвір у трубці, сполученій з атмосферою, закриті, рівень рідини в трубці збігається з рівнем рідини в посудині. Якщо наповнити посудину рідиною не повністю, над її поверхнею буде деяка кількість повітря, і тиск {\displaystyle P\;} в нижній частині трубки обчислюється за формулою:
{\displaystyle P=\rho gh_{0}+p_{0}}, де:
- {\displaystyle \rho } — густина рідини;
- {\displaystyle g} — прискорення вільного падіння;
- {\displaystyle h_{0}} — відстань між поверхнею рідини й нижньою частиною трубки;
- {\displaystyle p_{0}} — тиск у просторі над водою (атмосферний тиск).

Якщо відкрити клапан 3, то трубку, витіснивши з неї рідину, заповнить повітря, а тиск над поверхнею стане рівним {\displaystyle p_{0}-\rho gh_{0}}. На рівні кінця трубки встановиться атмосферний тиск {\displaystyle p_{0}}. Рідина з отвору почне витікати тільки під тиском стовпа рідини між клапанами 2 і 3 (див. рисунок), який залишається сталим весь час, поки кінець трубки залишається зануреним у рідину. Через трубку у верхню частину посудини надходитиме повітря.
Швидкість витікання рідини можна визначити, скориставшись формулою Торрічеллі:
{\displaystyle v={\sqrt {2gh}}}, де {\displaystyle h} — відстань між нижнім кінцем трубки і клапаном (або між клапанами 2 і 3 на рисунку).
Якщо при відкритому клапані 3 відкрити клапан 2, розташований на рівні нижнього кінця трубки, рідина з нього витікати не буде через рівність тисків по обидва боки клапана. Якщо при відкритому клапані 3 відкрити клапан 1, рідина з нього також не потече — натомість через клапан 1 у посудину надходитиме повітря, а тиск на рівні клапана 3 і швидкість витікання струменя з нього збільшаться.

## Застосування
Основна властивість судини Маріотта полягає в тому, що вона дозволяє регулювати швидкість потоку рідини. Це використовується в системах безперервної подачі чорнила (СБПЧ), при дозуванні рідин у лабораторних умовах, у паливних баках для пальників випарного типу (у невеликих котельнях), також у поливі деяких рослин.